# Fayetteville (Észak-Karolina)
Fayetteville város az USA Észak-Karolina államában, Cumberland megyében, melynek megyeszékhelye is. Lakosainak száma 208 501 fő (2020. április 1.).

## Népesség
A település népességének változása:
| Lakosok száma | 1536 | 200 564 | 204 408 | 208 501 |
|               | 1790 | 2010    | 2013    | 2020    |